# BlazBlue: Calamity Trigger
BlazBlue: Calamity Trigger (ブレイブルー カラミティ・トリガー, Bureiburū: Karamiti Torigā) est un jeu vidéo de combat en 2D du développeur japonais Arc System Works et édité par Zen United Limited. Le jeu est sorti en novembre 2008 sur borne d'arcade. Le portage console est disponible à partir de juin 2009 sur PlayStation 3 et Xbox 360.
Un deuxième volet, suite de cet épisode, intitulé BlazBlue: Continuum Shift, est sorti au Japon sur borne d'arcade.

## Synopsis
Bien avant les événements de Blazblue, l’humanité fut amenée au bord de la destruction par une créature venue des ténèbres, la «Black Beast». Le monde fut alors sauvé par six héros, détenteurs de magie. Ils aidèrent l’humanité à créer des «Ars Magus», une combinaison entre technologie et magie, pour vaincre la «Black Beast».
Après la guerre, une organisation nommée le «Novus Orbis Librarium» (appelée aussi le NOL) fut créée pour gouverner le monde. Une grande vague de contestation apparut à cause de l’utilisation par le NOL des «Ars Magus» dans presque toutes les facettes de la société, et à cause de l’écart économique grandissant entre ceux qui pouvaient utiliser les «Ars Magus» et ceux qui ne le pouvaient pas. Quelques années plus tard, ces contestations se manifestèrent par une guerre civile dans l’union d’Ikaruga, qui se rebella contre le NOL. À la fin de la guerre, le NOL balaya la rébellion et imposa des règles plus sévères au monde entier, punissant toute forme de rébellion par la peine capitale.
En décembre A.D. 2199, plusieurs années après la destruction d’Ikaruga, plusieurs branches du NOL ont été complètement anéanties par un rebelle de classe SS appelé «Ragna the Bloodedge», aussi connu sous le nom du «Faucheur» dont le but est d’anéantir le NOL tout entier. Le NOL, espérant l’arrêter, mit alors la plus grande prime jamais proposée pour sa capture. D’autre part, Ragna a en sa possession un très puissant «Ars Magus» appelé le «Grimoire Azure» aussi connu sous le nom de «Blazblue». Du coup, le monde entier, que ce soit le NOL, l’union d’Ikaruga ou encore d’autres combattants poursuivent Ragna soit pour la prime sur sa tête, soit pour le grimoire qu’il détient.

## Système de jeu

### Jouabilité de base
«Blazblue» est un jeu de combat traditionnel en 2D où deux personnages prennent part à un duel sur un plan en deux dimensions. Une manche est appelée un «rebel» et un match peut être constitué de un à cinq «rebels». Pour gagner une manche, un joueur doit soit mettre son adversaire KO en lui infligeant des dégâts à travers de multiples attaques, soit avoir plus de points de santé restant à la fin du temps limite de combat (si ce temps a été programmé dans les options du jeu).
Chaque personnage possède une attaque de type légère et rapide, médium, et lente mais puissante. Chacun d’entre eux est également doté d’une attaque personnelle appelée «Drive». Ces attaques sont dans le jeu respectivement désignées par les lettres «A», «B», «C», et «D». Des enchainements de coups variés, appelés «combos», peuvent être réalisés par tous les personnages moyennant des combinaisons précises de touches et l’utilisation des «Drives». Un personnage effectue un «combo» lorsqu'au moins deux attaques consécutives qu’il effectue frappent son adversaire sans qu’il puisse se dégager. Plus les «combos» deviennent longs et moins les coups font de dégâts pour laisser une chance à l’adversaire de revenir dans le round. Des saisies peuvent être insérées dans les «combos» en appuyant simultanément sur «B» et «C». Parfois, certaines attaques consommeront une partie de la jauge de chaleur affichée en bas de l’écran.
La jauge de chaleur d’un personnage se remplie au fur et à mesure qu’il reçoit et inflige des dégâts. Dès que cette jauge est remplie à moitié ou plus, il est possible d’effectuer des attaques spéciales appelées «Distortion Drive» en rentrant des combinaisons particulières de touches. Lorsqu’une attaque de type «Distortion Drive» est correctement effectuée par le joueur et touche l’adversaire, elle inflige des dégâts plus importants que les attaques normales et s’accompagnent généralement d’effets visuels plus impressionnants.
Pour parer aux attaques adverses, tous les personnages disposent de deux manières de se protéger. La première est une garde standard qui peut être brisée par un «Guard Crush». En effet, au fur et à mesure qu’un personnage bloque les assauts répétitifs de son adversaire avec une garde standard, sa jauge de garde, appelée «Guard Libra», se remplit et si cette dernière devient pleine, sa garde se brise, le laissant à la merci des attaques adverses. La seconde méthode de protection est un bouclier appelé «Barier Block» qui peut être enclenché en maintenant enfoncés simultanément les boutons «A» et «B». Contrairement à la garde standard, le bouclier ne peut être brisé, cependant il ne peut être activé en permanence. En effet, au fur et à mesure que le bouclier est activé, une jauge de bouclier se vide, et si cette dernière se vide intégralement, le personnage recevra par la suite 150 % des dégâts infligés jusqu’à ce que cette dernière soit à nouveau remplie de moitié.

### Mouvements avancés
La jouabilité avancée se manifeste dans un premier temps par les «Rapid Cancel». Cette action peut être effectuée après n’importe quelle attaque en appuyant simultanément sur les boutons «A» et «C», et a pour effet d’annuler l’animation du personnage pour le ramener instantanément à sa position de base. Cela permet au personnage de passer outre au temps nécessaire entre la fin d’une attaque et le début de la suivante et donc d’effectuer des «combos» plus longs. Cependant, effectuer un «Rapid Cancel» consomme 50 % de la Heat Gauge (traduisez par «jauge de chaleur»).
Un second mouvement avancé plus simple à réaliser est la contre-attaque. Tout ce que le joueur a à faire est frapper son adversaire au moment où ce dernier est au milieu d’une animation pour l’arrêter en cours de route. Cela le rend alors vulnérable à un «combo».
En plus des gardes de base, les joueurs peuvent aussi effectuer des «instant block» ou gardes instantanées qui réclament un timing strict. Pour être réussies, le joueur doit bloquer un coup au moment où ce dernier le frappe. Cela a l’avantage de réduire le temps où le personnage est bloqué dans l’animation de garde, lui permettant de riposter plus vite. Par ailleurs, les «instant block» font augmenter légèrement la jauge de chaleur.
Si un joueur est mis sous pression à cause des assauts ennemis, il a la possibilité à tout moment d’utiliser un «Barier Burst» en appuyant simultanément sur « A », « B », « C » et «D», ce qui a pour effet de créer une onde de choc autour de son personnage pour  expulser l’adversaire. Cette commande défensive ne provoque aucun dégât chez l’adversaire mais permet de se sortir de tout type d’assaut. (à l’exception des «distortion attack»)  Cependant, le contrecoup de son utilisation est important. En effet, après avoir effectué un « Barier Burst », le personnage ne peut plus se protéger avec un «Barier Block» et reçoit 150 % des dégâts infligés par son adversaire jusqu’à la fin de la manche. Un « Barier Burst » peut également être utilisé de manière offensive pour briser la garde d’un adversaire qui se protège de la même façon qu’un «Guard Crush». Les contrecoups du «Guard Burst» s’appliquent toujours avec cette utilisation.
Enfin, un dernier mouvement spécial est le «Astral Finish». Il s’agit d’un assaut spécial différent pour chaque personnage qui est effectué en rentrant une combinaison particulière de touches comme pour les «Distortion Drives». Un certain nombre de conditions doivent être satisfaites pour pouvoir lancer ce mouvement. D’abord, le joueur doit être dans la dernière manche d’un match, (si par exemple, le match est en 2 manches gagnantes, un «Astral Finish» ne pourra être utilisé que pendant un troisième round) ensuite, il doit rester à l’adversaire moins de 20 % de sa jauge d’énergie, et enfin, la jauge de chaleur du personnage doit être pleine car un « Astral Finish » en consomme 100 %. Si toutes ces conditions sont validées, que l’«Astral Finish» est utilisé et qu'il atteint sa cible, l’attaque met obligatoirement l’adversaire KO. L’animation de «l’Astral Finish» s’accompagne toujours d’effets visuels encore plus impressionnants que ceux des «Distortion Drives». Enfin, les «Astral Finish» ne sont pas disponibles lors de la première utilisation du jeu. Pour la rendre disponible pour un personnage, le joueur doit finir le jeu en mode «Arcade» avec ce dernier.

## Les spécifications de la version console
Les versions Xbox 360 et PlayStation 3 du jeu proposent chacune tout le contenu de la version arcade, à laquelle a été ajouté un contenu exclusif pour la version console.
Ce dernier comprend de nouvelles musiques, de nouveaux décors, des animations et un mode Histoire exclusif. De plus, cette version voit l'ajout de nouvelles musiques, de KOTOKO ("Ao Iconoclast") pour le thème d’ouverture du jeu, de Hironobu Kageyama ("Omae no Tettsui ni Kugi wo Ute") pour le thème de Bang en mode Fūrinkazan, et de Kanako Kondou (la doubleuse japonaise du personnage de Noel) intitulé ‘’Love so blue’’ qui est joué à plusieurs moments du mode Histoire. Il devient également possible de choisir entre les voix japonaises et anglaises. Ensuite, un mode multijoueur en ligne pouvant accueillir simultanément 6 joueurs où 2 participent à un match et les autres y assistent en tant que spectateurs est désormais disponible, de même qu'un mode «Unlimited» pour chaque personnage, qui leur apporte des capacités disproportionnées (similaire aux modes «Gold» et «Black» de Guilty Gear). Les versions «Unlimited» de Ragna, Rachel, v-13 et Haku-men peuvent être débloquées en terminant le jeu avec ces derniers en mode Arcade, alors que pour les autres personnages, le mode «Unlimited» est un contenu téléchargeable. Sur la version européenne, tous les personnages ont un mode «Unlimited». Les mouvements «Astral Finish» (exposés précédemment) deviennent déblocables pour chaque personnage en finissant le jeu en mode Arcade avec ce dernier.
La version Playstation 3 quant à elle propose un mode de jeu à distance qui permet aux joueurs de jouer au jeu sur leur PSP en la connectant à leur console. Dans la version limitée vendue aux États-Unis sont ajoutés un Blu-ray pour la Playstation 3 et un DVD pour la Xbox 360, contenant un guide stratégique et une démonstration de «combo» pour chaque personnage. Une édition limitée de la bande son (2 CD) avec des remix de Oh No est également comprise. Dans la version limitée européenne, les disques de bande son ne sont pas inclus, et pour la version sur Playstation 3, le disque comprenant guide stratégique et combos est un DVD. Dans la version limitée européenne, un livre d’illustrations est inclus. Ce dernier comprend plusieurs dessins et croquis. Ces images peuvent être retrouvées dans le mode Galerie du jeu (images à débloquer).

## Personnages
Ragna the Bloodedge
Voix du personnage: Tomokazu Sugita (JP), Patrick Seitz (ANG)
Le personnage principal de Blazblue, qui a détruit plusieurs branches du NOL. Il a été considéré comme le criminel le plus recherché et sa mise à prix est la plus importante que le NOL n'ait jamais proposée. On le surnomme "Le Faucheur". Tous les personnages du jeu sont liés à lui de diverses façons. Ragna a vécu dans une église avec Jin (son frère) et Saya (sa sœur). Puis l'église a été brulée par son frère et Terumi Yuuki, qui a coupé son bras droit et qui a enlevé sa sœur. Il a été mordu par un vampire. Son œil droit est alors devenu rouge et ses cheveux autrefois blonds sont devenus blancs. Plusieurs années plus tard, Ragna est devenu le criminel le plus recherché pour avoir défié le NOL. Il est venu à Kagutshuchi dans le but de détruire la base du NOL. Ragna remporta le combat contre Jin Kisaragi et Hakumen. Malheureusement, il perdra le combat contre Nu et sera jeté dans le Chaudron.
Jin Kisaragi
Voix du personnage: Tetsuya Kakihara (JP), David Vincent (ANG)
Commandant du NOL et supérieur de Noel. Il est reconnu comme un héros du NOL lors de la guerre contre l’union d’Ikaruga et il a subitement abandonné son poste pour se lancer à la poursuite de Ragna dans la ville de Kagutsuchi. Après avoir brûlé l'église où Ragna et lui ont vécu, Jin rejoignit le NOL et est adopté par la famille Kisaragi. Tout le monde le considéra comme un héros pour avoir mis un terme à la rébellion du clan Ikaruga mais il quitta son poste pour retrouver la trace de son frère. Jin perdra le combat contre Ragna et remportera le combat contre Nu mais il sera aussitôt battu par cette dernière. Il se retrouve avec Rachel qui lui a sauvé la vie pour qu'il saisisse cette chance afin de devenir un vrai héros.
Noel Vermillion
Voix du personnage: Kanako Kondou (JP), Cristina Vee (ANG)
Lieutenant du NOL et subordonnée du Major Kisaragi. Elle a été envoyée à Kagutsuchi pour le retrouver et le ramener, par la force si nécessaire. À travers ses péripéties pour le retrouver, elle finit toujours dans des situations surprenantes. Noel a été retrouvée dans les champs brûlants d'Ikaruga puis a rejoint le NOL et a été adoptée par la famille Vermillion. Elle rencontre Jin (son futur supérieur) à l'académie militaire du NOL. Jin quitta son poste pour se mettre à la poursuite de Ragna et Noel doit le retrouver et le ramener à la base. Elle perdra le combat contre Nu et Ragna viendra à son secours.
Iron Tager
Voix du personnage: Kenji Nomura (JP), Jamieson Price (ANG)
Membre du Secteur Sept. On le surnomme  «le Diable Rouge». Il se trouve à Kagutsuchi pour détruire le grimoire Azure de Ragna sous les ordres de Kokonoe. Lors d'une mission dans la 4e Cité Hiérarchique : Naobi, Tager est gravement blessé et est obligé de se retirer. Il est sauvé par Kokonoe et il devient un cyborg. Son apparence ressemble beaucoup à celle d'un démon ce qui est à l'origine de son surnom. Tager doit détruire le grimoire Azure de Ragna mais d'abord il doit retrouver Hakumen, l'un des six héros.
Rachel Alucard
Voix du personnage: Kana Ueda (JP), Mela Lee (ANG)
Une vampire. Elle est chef de la famille Alucard. Elle se trouverait à Kagutsuchi uniquement pour remédier à l’ennui.
Taokaka
Voix du personnage: Chiwa Saitō (JP), Philece Sampler (ANG)
Une combattante du clan ‘'Kaka’’ et chasseuse de primes. Elle a quitté son village pour trouver Ragna afin de sauver son village de la famine et elle se bat uniquement pour de la nourriture.
Litchi Faye-Ling
Voix du personnage: Chiaki Takahashi (JP), Lauren Landa (ANG)
Une ancienne scientifique de la ville d’Orient devenue maintenant doctoresse. Elle faisait des recherches sur Arakune.
Arakune
Voix du personnage: Takashi Hikida (JP), Spike Spencer (ANG)
Une créature étrange, qui peut prendre forme solide ou liquide. Il vit dans les bas fonds de Kagutsuchi. Il est attiré par la présence du grimoire Azure et veut s'en emparer pour devenir plus fort. Arakune était à l'origine un homme nommé «Lotte Carmin» qui travaillait aux côtés de Kokonoe, Tager et Litchi. Après avoir étudié la Frontière, en raison de son complexe d'infériorité sur le génie de Kokonoe, il se transforme en une créature hideuse.
Bang Shishigami
Voix du personnage: Tsuyoshi Koyama (JP), Tony Oliver (ANG)
Un ancien ninja du clan d’Ikaruga et chasseur de primes. Il assure la protection d'un groupe de survivants. Réalisant que Ragna a été vu dans Kagutsuchi, il se lance à sa poursuite pour la prime afin de reconstruire Ikaruga. Bang affronte Jin Kisaragi pour venger son maître et brise son serment fait par ce dernier. Jin Kisaragi fut alors gelé par son propre Nox Noytore, Yukianesa, puis Bang prend la fuite lorsque Noel Vermillion arrive sur les lieux. Il affronte Rachel Alucard et cette dernière lui annonce que le fils de son maître est encore en vie. Bang quitte Kagutsuchi et part à sa recherche.
Carl Clover
Voix du personnage: Miyuki Sawashiro (JP), Michelle Ruff (ANG)
Un talentueux chasseur de primes qui est toujours accompagné d’un mannequin, Nirvana, qu’il  désigne comme étant sa sœur Ada. Ensemble, ils sont arrivés à Kagutsuchi, et recherchent Ragna pour la prime sur sa tête et pour le grimoire Azure qu’il détient. Carl veut redonner la vie à sa sœur Ada à l'aide du grimoire Azure de Ragna mais il perdra le combat contre Ragna à plusieurs reprises. La marionnette de Carl appartient à l'origine au Secteur Sept et a été baptisée "Deus Machina: Nirvana".
Hakumen
Voix du personnage: Tetsuya Kakihara (JP), David Vincent (ANG)
Un des six héros qui est apparu pendant la guerre contre la «Black Beast». On le surnomme le « Chevalier Blanc ». Après la guerre contre la «Black Beast», Hakumen a été scellé dans un endroit appelé «le Bord de la Frontière» pendant environ 90 ans. Il a été libéré par Kokonoe mais ce dernier est consumé par la haine et décide d'éliminer ceux qui sont aux côtés du mal.
Nu (ν-13)
Voix du personnage: Kanako Kondou (JP), Cristina Vee (ANG)
Une étrange cyborg qui est cachée dans un des quartiers généraux du NOL. On ne sait rien de ce personnage mis à part son objectif : retrouver Ragna. Nu a été programmée pour achever le travail de celui qui l'a créée. Elle a une double personnalité mais ne le montre que face à Ragna. Nu connaissait Ragna dans le passé, bien avant qu'elle ne devienne cyborg. Nu remporta le combat contre Ragna et l'emporta dans le Chaudron dans le but de fusionner avec lui mais Noel Vermillion réussit à contrecarrer son plan et à sauver Ragna.

## Stages
- Monorail - 13th Hierarchical City of Kagutsuchi
- The Gate - 13th Hierarchical City of Kagutsuchi - Area no 00 (Hakumen)
- Sheol Gate AD2199/12/31 - 13th Hierarchical City of Kagutsuchi - Area no 00 (Nu-13)
- Cathedral Kagutsuchi - 13th Hierarchical City of Kagutsuchi - Area no 01
- Kagutsuchi Port AM 10:30 - 13th Hierarchical City of Kagutsuchi - Area no 05
- Kagutsuchi Port PM 9:00 - 13th Hierarchical City of Kagutsuchi - Area no 05
- Halloween - 13th Hierarchical City of Kagutsuchi - Area Unknown (Rachel Alucard)
- Requiem - 13th Hierarchical City of Kagutsuchi - Area Unknown (Rachel Alucard)
- Orient Town - 13th Hierarchical City of Kagutsuchi - Area no 19 (Iron Tager, Litchi Faye-Ling)
- Lost Town - 13th Hierarchical City of Kagutsuchi - Area no 23 (Taokaka)
- RONIN-Gai - 13th Hierarchical City of Kagutsuchi - Area no 25 (Bang Shishigami)
- Area 28 - 13th Hierarchical City of Kagutsuchi - Area no 28 (Arakune)

## Contenu téléchargeable

### Couleurs additionnelles
Le contenu téléchargeable proposé pour ‘’Blazblue : Calamity Triger’’ est composé de 3 lots de couleurs additionnelles pour chaque personnage. Chaque lot peut être téléchargé pour 320 points Microsoft sur le Xbox Live et pour 1,99 $ sur le PlayStation Network, est propose 4 couleurs additionnelles pour certains personnages selon le lot. Le lot A propose 4 couleurs additionnelles pour Rachel, Tager, Litchi, et Arakune, le lot B pour Ragna, Jin, Noel, et Carl et le lot C pour Taokaka, Bang, Hakumen et ν-13. Toutes les couleurs additionnelles peuvent être téléchargées d’un coup contre 400 points Microsoft ou 4,99 $  selon la plate-forme.

### ModeUnlimited
Ce contenu téléchargeable n’est proposé qu’aux États-Unis et au Japon ou seuls les modes Unlimited de Ragna, Rachel, Hakumen et v-13 peuvent être débloqués en jouant au jeu. Les modes Unlimited de tous les autres personnages peuvent alors être téléchargés contre 400 points Microsoft ou 4,99 $ selon la plateforme.

## Patch sur console
Le 14 janvier 2010, Arc System Works a annoncé la mise à disposition d’un patch téléchargeable sur le Xbox Live et PSN pour les deux versions console du jeu. Ce patch corrige certains bugs, tels que des pics sonores lors des attaques de foudre de Rachell, où le volume de la musique « Omae no Tettsui ni Kugi wo Ute! »  (qui démarre lors d’un ‘’Distortion Drive’’ de Bang). Le patch met également à jour le code du jeu pour le rendre plus fluide lors de match en ligne, et permet à des joueurs de rejoindre en spectateur des matchs déjà entamés.

## Réception
Blazblue : Calamity Trigger a reçu des résultats excellents chez la plupart des magazines de test. Avant la sortie du jeu, ces derniers avaient émis des réserves car la décision du développeur Arc System Works d’abandonner la licence très connue de Guilty Gear pour recommencer avec une nouvelle comportait des risques. Mais Blazblue a réussi à satisfaire les différents magazines de test, soit par  ses prouesses au niveau des graphismes originaux et complets, soit au niveau de sa jouabilité intuitive mais complète. Plusieurs sont cependant d’accord pour considérer que le jeu est sorti tardivement en France. En effet, le jeu est apparu en avril 2010 en Europe alors que la suite, BlazBlue: Continuum Shift était déjà sortie sur borne d’arcade au Japon.
Les deux versions console figurent dans le top 10 des meilleures ventes de jeux vidéo lors de leur semaine de sortie au Japon : 34000 unités furent vendues pour la version Playstation 3, et 25000 pour la version Xbox 360, les plaçant respectivement aux places 5 et 6.
En 2009, Blazblue : Calamity Trigger fut candidat au meilleur jeu de combat de l’année, mais perdit face à Street Fighter IV.
Les notes :
- Gamekult : 8/10
- Jeux vidéo.com : 18/20
- Gamehope : 8/10
- Gameranking : 86,93 %[14],[15]
- Metacritic : 87/100[16],[17]
- Gamasutra

## Postérité
Après la sortie de la version console de Blazblue: Calamity Trigger, une suite est annoncée par Arc System Works, intitulée : BlazBlue: Continuum Shift. Le jeu est basé sur les mêmes principes que son prédécesseur mais comporte un certain nombre de modifications au niveau de la jouabilité et de l’équilibrage entre personnage. Trois nouveaux personnages jouables sont ajoutés, en plus d’une nouvelle histoire faisant suite à la fin de celle du premier opus. Le jeu sort au Japon le 20 novembre 2009, Aksys Games ne prévoit pas de distribuer la version arcade aux États-Unis, et la version japonaise ne comprend aucune localisation anglaise. Les instructions du jeu peuvent cependant être téléchargées en anglais sur le site officiel japonais. Le 8 février 2010, Aksys Games annonce la sortie du jeu sur Xbox 360 et PlayStation 3 pour le 1er juillet 2010. Cette version comporte des nouveautés : un nouveau mode d’entrainement, de nouveaux personnages à télécharger, (μ-12, Makoto) une nouvelle musique d’introduction de Kotoko intitulée Hekira no Sora e Izanaedo. Aksys Games annonce également la sortie de la version américaine pour le 27 juillet 2010.
Une émission radio officielle, (ぶるらじ, contraction de BlueRadio), est produite et diffusée sur Nico Nico Douga, mettant en scène les voix des différents personnages du jeu dans une version Chibi, comme dans Teach Me, Miss Litchi!, une partie de l’histoire du jeu.
Une série de manga officielle à caractère humoristique, BuruMan (ぶるまん, contraction de BlueManga), est publiée par moments sur le site officiel. Deux Dramas audio comiques, appelés BuruDora (ぶるどら, contraction de BlueDrama) sont également produits au Japon.
Deux événements officiels sont organisés au Japon en juin 2009 et février 2010. Ils sont intitulés respectivement BuruFesu 2009: Riot Summer (ぶるふぇす 2009 -Riot Summer-) et BuruFesu: Spring Raid (ぶるふぇす -Spring Raid-?) (contraction de BlueFestival).
Une gamme d’autres produits dérivés, comprenant posters, livre d’illustrations, costumes et figurines, est également produite au Japon.
Un dérivé officiel est annoncé pour DSiWare. Intitulé BlazBlue: Battle X Battle, il est adapté par la branche Kunio-kun no Chō Nekketsu! Daiundōkai de Arc System Works. Dans ce jeu, jusqu’à quatre joueurs peuvent contrôler une version Chibi des personnages du jeu original dans une perspective de combat avec une prise en main rapide. Le titre est disponible en téléchargement sur DSiware en janvier 2010 pour 500 points. Le 2 août 2010, le jeu est disponible en Amérique du Nord sous le nom de BlayzBloo: Super Melee Action Battle Royale.
Un roman basé sur le jeu intitulé BlazBlue: Phase 0 est édité par Fujimi Shobō. L’histoire est écrite par Mako Komao et se déroule avant les évènements de Blazblue: Calamity Trigger.